# Daphnella omaleyi
Daphnella omaleyi é uma espécie de gastrópode do gênero Daphnella, pertencente à família Raphitomidae.